# ホランド602型潜水艦
ホランド602型潜水艦 (英語:Holland 602 type submarine) は、第一次世界大戦中最も多く使用された潜水艦。H級潜水艦とも呼ばれる。本級はアメリカ合衆国のエレクトリック・ボート社で設計された。本級の大半はイギリスのヴィッカース社の子会社であるヴィッカース・カナダで建造された。本級はアメリカ、イギリスを初めとする多数の海軍によって運用された。

## 概要
本級のプロトタイプは1911年にチリ海軍から発注された2隻の潜水艦であった。313トン／421トンの潜水艦はジョン・フィリップ・ホランドによって設計された 19-Eと19-B であった。しかしながらチリ海軍は艦の受け取りを拒否し、2隻はカナダ海軍に売却、HMCS CC-1 および HMCS CC-2 となった。その後アメリカ海軍向けに design 30 を用いてH-1 (USS H-1, SS-28)、H-2 (USS H-2, SS-29) およびH-3 (USS H-3, SS-30) が建造され、H級潜水艦となる。それらの艦は358トン／434トンまで重量が増加した。
第一次世界大戦勃発後の1914年10月にイギリスの海事局は design 602E を用いた10隻の潜水艦の建造をモントリオールのヴィッカース・カナダに発注する。更に10隻の同型艦が当時中立の立場にあったアメリカ合衆国で、マサチューセッツ州クインシーのフォアリバー造船所によって秘密裏に建造された。これらの艦はアメリカ政府に押収されチリ海軍及びカナダ海軍で使用された。第3のグループは1917年から19年にかけてイギリス国内で建造され、それらの大半は第二次世界大戦に参加した。
1915年の夏には8隻の602型潜水艦がイタリア海軍によって発注された。これらはモントリールのヴィッカース・カナダで建造された。
ロシア帝国海軍は合計17隻をカナダに発注した。これらの艦はバラード入り江のバーネットに作られた臨時造船所で建造された。これらの艦はウラジオストクからシベリア鉄道でサンクトペテルブルクに運ばれ、ロシアの造船所で分解、解析された。これらはロシアでは「アメリカンスキー・ゴーラント」級602型潜水艦（Подводные лодки проекта 602 «Американский Голланд»）またはAG級潜水艦（Подводные лодки типа АГ）と呼ばれた。発注された17隻のうち6隻はロシア革命のため送られず、後にアメリカ海軍によってピュージェット・サウンド海軍造船所で組み立て直された後H-4からH-9として就役した。また、一部はロシア国内で建造され、ソ連時代になっても建造が続けられた。一部は第二次世界大戦後まで運用された。
フィンランド海軍はフィンランド内戦の後半にハンコで2隻のロシア潜水艦を捕獲したが、修理することはできなかった。代わりに海軍軍備計画を開始し、ドイツの設計による潜水艦を建造、それらは第二次世界大戦のドイツUボートのプロトタイプとして運用された。

## 同型艦

### イギリス海軍
H級潜水艦 (イギリス海軍)
- 第1グループ (1915年)

- 第2グループ (1915年 - 1918年, これらはアメリカ政府によって押収された)

- 第3グループ (1917年 - 1919年)

### アメリカ海軍
H級潜水艦
- H-1 (予定艦名シーウルフ) (USS Seawolf/H-1, SS-28)　1911年11月17日改称

　ユニオン鉄工所建造　就役:1913年12月1日　1920年3月12日事故沈没
　予定艦名の由来はオオカミウオ科に属するシロオオカミウオ（英名Atlantic wolffish）の通称。
- H-2 (予定艦名ノーチラス) (USS Nautilus/H-2, SS-29)　1911年11月17日改称

　ユニオン鉄工所建造　就役:1913年12月1日　退役:1922年10月23日
　予定艦名の由来はオウムガイ目オウムガイ科に属する軟体動物2属4種の総称。
- H-3 (予定艦名ガーフィッシュ) (USS Garfish/H-3, SS-30)　1911年11月17日改称

　モラン社建造　就役:1914年1月16日　退役:1922年10月23日
　予定艦名の由来はダツ目のダツ科やサヨリ科を中心に属する嘴の尖った海水魚・淡水魚の総称。
- H-4  (USS H-4, SS-147)　ロシア海軍発注

　ピュージェットサウンド工廠建造　就役:1918年10月24日　退役:1922年10月25日
- H-5  (USS H-5, SS-148)　ロシア海軍発注

　ピュージェットサウンド工廠建造　就役:1918年9月30日　退役:1922年10月20日
- H-6  (USS H-6, SS-149)　ロシア海軍発注

　ピュージェットサウンド工廠建造　就役:1918年9月9日　退役:1922年10月23日
- H-7  (USS H-7, SS-150)　ロシア海軍発注

　ピュージェットサウンド工廠建造　就役:1918年10月24日　退役:1922年10月23日
- H-8  (USS H-8, SS-151)　ロシア海軍発注

　ピュージェットサウンド工廠建造　就役:1918年11月18日　退役:1922年11月17日
- H-9  (USS H-9, SS-152)　ロシア海軍発注

　ピュージェットサウンド工廠建造　就役:1918年11月25日　退役:1922年11月3日

### ロシア帝国海軍
- バルト艦隊

AG-11、AG-12、AG-13、AG-14、AG-15、AG-16
- 黒海艦隊

AG-21、AG-22、AG-23、AG-24、AG-25、AG-26、AG-27